# فتح العلام بشرح الإعلام
فتح العلام بشرح الإعلام بأحاديث الأحكام لشيخ الإسلام زكريا الأنصاري (ت 926هـ)، كتاب شرح فيه أحاديث الأحكام التي جمعها في كتاب «الإعلام بأحاديث الأحكام».
يقول زكريا الأنصاري في مقدمة الكتاب: